# 上原健太 (俳優)
上原 健太（うえはら けんた、1979年9月26日 - ）は、神奈川県出身の日本の俳優である。劇団扉座に所属している。声優としてはグラートに声のみ預かり及びアルディに声のみ準所属。

## 主な出演作品

### 舞台
- NINAGAWA 火の鳥(2000年）
- おかえり(2004年2月4日-28日、安倍なつみ主演）
- 拳法魂〜ジャスティス・チーム〜（2004年）
- 国民文化祭ふくおか2004「とびうめ国文際」エターナリー（2004年）
- 烈風剣〜The demon's sword〜（2005年）
- ファイヤー・オブ・ザ・キッチン(2006年）
- サクラ大戦歌謡ショウ（2004年～2006年青山劇場)
- 豊橋市百周年記念事業「豊橋オーレ!」（2006年）
- ミュージカル　エア・ギア（2007年全労済ホール・スペースゼロ）
- 東宝「女ねずみ小僧」(2007年明治座)
- 音楽劇　帰り花(2007年）
- リバーソング～永遠のハックルベリィ・フリンたちへ～（2008年）
- その鉄塔に男たちはいるという(2008年、青山円形劇場)
- D-BOYS STAGE vol.2 ラストゲーム（2008年）
- リバースヒストリカ(2009年全労済ホール・スペースゼロ）
- 狐笛のかなた(2009年）
- シャーマンビジネスマン「乱童 RAN-DOH」 〜Voice in City〜（2009年～2010年、銀河劇場・青山劇場)
- ミュージカル 歌舞伎Ⅱワンピース（2015年、新橋演舞場)
- スーパーエア・ギア　vs. BACCHUS Top Gear Remix（2010年日本青年館大ホール） - 御仏一茶　役
- 新・水滸伝（2011年大阪新歌舞伎座）
- スーパーミュージカル「聖闘士星矢」（2011年7月28日-31日、全労済ホールスペース・ゼロ） - 辰巳徳丸 役
  - スーパーミュージカル『聖闘士星矢』再公演（2011年12月22〜25日、天王洲銀河劇場） - 辰巳徳丸 役
- 劇団EXILE「影武者独眼竜」(2012年シアターコクーン・大阪オリックス劇場)
- 新・水滸伝(2013年新歌舞伎座)
- 2014年国民文化祭あきた首都圏まつり「ガモウ戦記」（2014年銀座博品館劇場）
- スーパー歌舞伎Ⅱワンピース（2015年～2018年新橋演舞場・松竹座・博多座・御園座) - 博多座マーガレット役
- サクラ大戦真夏のフェス・花の戦士（2018年、上野水上音楽堂)
- サクラ大戦真夏のフェス『あなたが楽しければ』〜真宮寺さくら、みなさまのリクエストにお応えします〜（2022年7月17日）
- サクラ大戦真夏のフェス『花のレビュウ』(2023年7月16日)
- サクラ大戦真夏のフェス『真宮寺さくら誕生日会〜119ctの輝き』
- 歓喜の歌（2024年、海老名市文化会館・紀伊國屋ホール）[1]

### テレビドラマ
- 精霊流し〜あなたを忘れない〜（2002年、NHK）

### テレビアニメ
- 遊☆戯☆王デュエルモンスターズGX（宝玉獣 コバルト・イーグル）
- 家庭教師ヒットマンREBORN!（ジャンニーニ、先輩）
- クッキンアイドル アイ!マイ!まいん!（中国料理店店主、側近）

### ゲーム
- ACE COMBATX2 ジョイントアサルト（アンドレ・オリビエリ）
- 天外魔境 ZIRIA〜遥かなるジパング〜（玄扇和尚）
- るろうに剣心 -明治剣客浪漫譚- 再閃（乙和瓢湖）
- るろうに剣心 -明治剣客浪漫譚- 完醒（乙和瓢湖[2]）
- 家庭教師ヒットマンREBORN!(ジャンニー二）

### CM
- さくらや
- ミルクレア

## ディスコグラフィ

### キャラクターソング
| 発売日         | 商品名                                                                                                  | 歌 | 楽曲                                     | 備考                                            |
| -------------- | --- | --- | ---------------------------------------- | ----------------------------------------------- |
| 2009年10月20日 | 家庭教師ヒットマンREBORN!公式キャラソンSINGLE大全集2〜ボンゴレファミリーうたのカルネヴァーレ第2弾だ!!〜 | 沢田綱吉（國分優香里） with ボンゴレファミリー（ニーコ、市瀬秀和、井上優、木内秀信 、近藤隆、飯田利信、明坂聡美、竹内順子、津田健次郎、寺崎裕香、稲村優奈、吉田仁美、チャン・リーメイ、鈴木真仁、三瓶由布子、上原健太、髙木俊、豊永利行） | 「ファミリー・改 〜vs ミルフィオーレ〜」 | テレビアニメ『家庭教師ヒットマンREBORN!』関連曲 |
| 2011年9月7日   | 家庭教師ヒットマンREBORN! キャラソン大全集・究極CD匣                                                    | 沢田綱吉（國分優香里） with ボンゴレファミリー（ニーコ、市瀬秀和、井上優、木内秀信 、近藤隆、飯田利信、明坂聡美、竹内順子、津田健次郎、寺崎裕香、稲村優奈、吉田仁美、チャン・リーメイ、鈴木真仁、三瓶由布子、上原健太、髙木俊、豊永利行） | 「ファミリー・改 〜vs ミルフィオーレ〜」 | テレビアニメ『家庭教師ヒットマンREBORN!』関連曲 |